# Военно дело в Древна Гърция
Военни действия се водят в Древна Гърция през цялата ѝ история, от ранножелязната епоха нататък. С нейния край населението значително нараства и се развива урбанизирана култура, довела до възхода на полисите (Poleis). Разпокъсаният характер на древногръцкото общество е предпоставка за непрекъснати конфликти между враждуващите полиси, но докато преди периода на Архаична Гърция (800 – 480 г. пр. Хр.) те се изразяват в епизодични нападения, например за кражба на добитък и зърно, след това започват организирани военни действия. Участниците в тях не са професионални войници, а хора с мирни професии. Поради това войните имат ограничен характер по отношение на разстоянията, сезона и мащаба. Нито една от враждуващите страни не може да си позволи тежки жертви или продължителни кампании, така че конфликтите сякаш са били разрешавани само с по една битка.
С възхода на полиса еволюира и нов стил на война: създава се хоплит фалангата. Хоплитите са тежко въоръжени пехотинци с копия и щитове, а фалангата е тяхната бойна формация с припокрити щитове и насочени напред копия. На вазата Чиги, датирана около 650 г. пр. Хр., е най-ранното изображение на хоплити в пълен боен ред. При тази еволюция в стила на войната битките се състоят предимно в сблъсък на хоплитните фаланги от враждуващите полиси. Конницата се използва по-рядко, отначало като бойна колесница с два коня, после като квадрига, но постепенно колесницата излиза от употреба.
Мащабът на военните действия се променя драстично след гръко-персийските войни, които бележат началото на Класическа Гърция (480 – 323 г. пр. Хр.). Да се бори с огромните армии на империята на Ахеменидите, действително е било извън възможностите на един-единствен полис. Окончателният триумф на гърците е постигнат чрез съюзяването им в невиждан дотогава мащаб. Възходът на Атина и Спарта по време на този конфликт довежда директно до Пелопонеската война, която отново поражда диверсификация на военното дело. Акцентът се пренасочва към военноморски битки и стратегии за изтощение като блокади и обсади. След разгрома на атиняните през 404 г. пр. Хр. и разформироването на доминирания от Атина Делоски морски съюз Древна Гърция попада под спартанска хегемония. Но положението е нестабилно и Персийската империя спонсорира гръцки бунт от страна на обединените сили на Атина, Тива, Коринт и Аргос, завършил с Коринтската война (395 – 387 г. пр. Хр.). Когато Персия сменя отношението си, на войната е сложен край, като персите възобновяват влиянието си в градовете от Йония, а спартанците обещават да не се месят в Мала Азия. Спартанската хегемония продължава още 16 години, докато спартанците са разбити от тиванския генерал Епаминонд в битката при Левтра (371 г. пр. Хр.).
Тиванците искат на свой ред да установят собствена хегемония над Гърция. Въпреки това Тива не разполага с достатъчно човешки и други ресурси и издържа само десет години начело. След смъртта на Епаминонд и загубата на човешка сила в битката при Мантинея тиванската хегемония е прекратена. Загубите отслабват и разделят всички гръцки полиси. Тези от Южна Гърция са твърде слаби, за да устоят на възхода на македонското царство, въздигнало се на север. С новаторска тактика Филип II Македонски успява да подчини голяма част от Гърция под властта си, като проправи пътя за завладяването на „познатия свят“ от сина си Александър Велики. Възходът на македонското царство се приема като начало на елинистическия период и със сигурност отбелязва края на характерните битки на хоплитите в Древна Гърция.

## Общ преглед
Войната е неотменна част от гръцкия свят на първо място поради икономически причини. Тъй като плодородните земи са твърде малко, те предизвикват апетитите на съседи, лишени от земя или имащи твърде голямо население. Например Атина си служи със сила, за да настани извън Атика колонии с военен характер – клерухии. Спарта завладява Месения, поробва жителите ѝ и ги превръща в илоти. Необходимостта да се поддържа проходим някой важен търговски път също може да доведе до война: Атина води войни в продължение на един век, за да запази контрола над Пропонтида, откъдето минават доставките на жито от Южна Русия. Стремежът да се завладеят мините в Тракия води до редица сблъсъци в района на Тасос и на планината Пангей.
За войнолюбивия дух на гърците има и психологически причини, свързани с гръцката концепция за държавата. За гражданите на полиса абсолютната независимост е закон: ако полисът влиза в някой съюз, това става на равни начала с другите съюзници. Когато липсва признат и от двете страни арбитър, който да разрешава разногласията, всеки сблъсък или спор лесно се превръща във въоръжен конфликт. Любовта към свободата, вдъхновила толкова пламенни призиви на оратори и поети, предполага, че войната се приема и се води с ентусиазъм; само полис, който знае как да защити свободата си, заслужава да бъде свободен. Затова основна задача на държавната организация е да подготви гражданите за война. Гражданинът е преди всичко войник и дори държавникът често се превръща във военачалник.
Кампаниите се провеждат сезонно – от една страна земеделците трябва да се грижат за реколтата, а от друга е добре да се попречи на врага да прибере своята. Затова военните действия често се провеждат през лятото. Набезите в полето целят да изкоренят посевите и дърветата и да изгорят домовете на земеделците. Битките са планирани, с внимателно разположение на силите и целят окончателна победа. Преди всяка битка се извършва жертвоприношение и се тълкуват поличбите, а при победа тя се отпразнува с големи дарения за светилището на съответния бог-покровител. В сравнение с по-късни сражения броят на жертвите е неголям, но сред тях често са лични граждани и военачалници, които се бият в предните редици.
С военните победи се придобиват нови земи и роби, което подобрява стопанството на полиса и той може да поддържа по-голяма армия. Плячкосването на победените територии е общоприета практика и подобрява финансите. Войната стимулира производството на оръжия и брони, а с развитието на морската война процъфтява строителството на кораби. Като най-значителен технически напредък от времето на Архаичния период се сочи подобряването на въоръжението – хоплитите по суша и триремите по вода, макар че може да се предположи известно азиатско влияние (асирийско при броните на хоплитите, финикийско при триремите).

## Военна структура и методи

### Родове войски
Основна бойна единица е тежковъоръжената пехота, съставена от хоплити, които се бият заедно във военни формации – фаланги. Появяват се към края на VIII в. пр.н.е. и наименованието им произлиза от щита, който носят – хоплон (ст.гр.: ὅπλον). Най-голяма слава са имали спартанските хоплити. Тежките пехотинци трябва сами да си набавят скъпото въоръжение със собствени средства и принадлежат към богатото съсловие. Именно хоплитите са олицетворение на армията на класическа Атина, набирана от десетте фили. Тяхната пехота се характеризира с продължително обучение и висока дисциплина.
Освен тях има леко въоръжена пехота от стрелци с лъкове, къси копия, прашки, камъни и тояги. Те са много по-подвижни и се използват за бързи нападения и засади. Леките пехотинци са много по-малко познати от хоплитите, което се обяснява с техния социален произход – те се набират измежду по-бедните граждани. Те не се нуждаят от защитни оръжия, защото тяхната задача е не да нападат или отблъскват, а да тормозят и преследват противника.
Леката пехота придобива по-голямо значение през IV век пр. Хр. Още през Пелопонеската война има няколко поучителни опита за ползата от нея. Например атинският пълководец Демостен, прочул се в битката при Сфактерия, претърпява малко преди това, през 426 г. пр. н. е. тежко поражение в теснините на Етолия от местните планинци. Те изненадват атинския експедиционен корпус в труден терен и му нанесли тежки загуби, като го обсипват със стрели и къси копия и го обръщат в паническо бягство. Тези уроци не били забравени и в началото на IV в. пр. Хр. атинският стратег Ификрат организира пехотни части от леко въоръжени пелтасти, наричени по името на носения от тях лек щит от ракита във форма на полумесец, пелта, подобен на щита на амазонките според легендата. Тези части много пъти постигали успехи дори срещу спартанските хоплити.
Конницата се използва по-рядко, отначало като бойна колесница с два коня, после като квадрига. Когато бойната колесница изчезва, нейното място заема конницата в днешния смисъл на думата. В Омировите поеми не се споменава никъде за участие на конници в сраженията и твърде малко се говори за езда. Но от VII в. пр. Хр. започват да се появяват изображения на въоръжени конници по вазите и барелефите. Постепенно значението ѝ нараства, по-специално през Пелопонеската война, когато се използва за тормоз и преследване на пехотата. Важен момент е използването на сиракузки коне срещу атиняните по време на катастрофалната Сицилианска експедиция от 415 – 413 пр. Хр., определила изхода на войната.
В морето древните гърци използват широко големи бойни кораби с платна и гребла с таран на носа – триера с три реда гребла, квадрирема и пентера съответно с четири и пет реда гребла. Корабите осигуряват на гръцките полиси надмощие и контрол над морските търговски пътища.

### Организация
Организацията на военните сили е различна в различните полиси и през различните епохи. Относително добре са познати военните организации на Спарта и Атина през класическата епоха. Макар едни и същи названия да означават различни бойни единици (например лохос в спартанската пехота означава многобройна част, отговаряща на голям батальон, докато същата дума в Атина се употребява за по-малка бойна единица от порядъка на рота), принципите са същите: войникът се зачислява в бойни части, нарастващи по големина, подобни на взводове, роти и дружини, чийто наличен състав е кратен на 10. Чинът на командващите офицери произлиза обикновено от името на бойната единица: така еномотархът в Спарта командува взвод или еномотия, лохагът е начело на лохос; триакатиархът в Кирена командува рота от 300 души; таксиархът в Атина е началник на дружина или таксис.
Набирането на войници е тясно свързано със социалната и политическата организация на полиса. Общественото деление се запазва и във войската; в Атина това деление се спазва строго, като всяка от десетте фили дава за армията по една дружина хоплити, командвани от таксиарх. Същата процедура се прилага и за конницата: всяка фила дава по един ескадрон от 100 конници, командвани от изборен филарх, чиито пълномощия са като на таксиарха.
Гражданите получават специално военно обучение за целите на опълчението. Това обучение е особено развито в Спарта, където всички усилия са насочени към превръщането на младежа във воин. Но дори атинската демокрация, чиито стремежи са различни, полага особени грижи за бъдещите войници. Атина създава за тази цел ефебията, характерна институция за военните задължения, които имат всички пълноправни граждани. По описанията на Аристотел това е задължителна военна служба за всички атински младежи от 18 до 20 години, които принадлежат към класите с имотен ценз, предоставящи конниците и хоплитите. Тези младежи, групирани по фили, преминават физическа и военна подготовка под ръководството на специални инструктори. Те се хранят заедно за сметка на държавата. През втората година на службата им ги изпращат на гарнизон в погранични крепости като Елевтера, Фила или Рамнунт и провеждат маневри на открито. В края на втората година те се освобождават и се смятат за обучени войници. От двадесет до шестдесет годишната си възраст те подлежат на мобилизиране; всеки набор, означен с името на архонта-епоним на годината, в която той е бил записан в ефебските списъци, е могъл да бъде свикан изцяло или частично по инициатива на стратезите. При това последните десет набора, в които влизат гражданите от 50 до 60–годишна възраст, се мобилизират само за самозащита, без да участват в походи извън Атика. Така атинянинът е военно задължен в продължение на 42 години: две години в ефебията, тридесет години на разположение на действуващата армия и десет години в териториалния запас.
Практиката на набиране на опълчение затихва през IV век пр. Хр. и основна военна сила стават наемните войници. Макар наемничество да съществува и в предходни времена, през IV век пр. Хр. то добива широко разпространение:с. 253. Например Ксенофонт в Анабазис описва похода на десетте хиляди наемници, които се вливат в събраната от принц Кир Млади армия за да се бият с неговия брат – персийския цар Артаксеркс II.

## Въоръжение
Средствата за защита са шлем, щит и нагръдник, изработени от метал. През архаичната епоха защитните средства на тежко въоръжения войник включвали и наколенници. Най-ранният тип шлем е коринтският, с неподвижен нос и надбузници, които покриват цялата глава и оставят място само за очите и устата. По-късни типове са атическият шлем, беотийският шлем и др. Атическият щит е кръгъл и бронзов, с диаметър около 90 cm (aspis, hoplon). Външната му страна е изпъкнала и с издатина в центъра (omphalos), понякога украсена с глава на Горгона (апотропа) или с други символи (епиземи). За защита на краката хоплитите често използват медни или бронзови наколенници. Нагръдникът е почти винаги от бронз, съставен от предна и задна част, свързани с две скоби или каишки.
Нападателните оръжия на хоплита са главно копието и мечът. Дългото и здраво копие от класическата епоха е с дължина около пет лакътя (2,25 м). Освен връх копието често има на задния си край заострен метален шип, с който го забиват в земята. Копието се размахвало обикновено само с дясната ръка, а в лявата се държал щитът. Поетите смятат дорийското копие (дорик) за най-типичното гръцко оръжие. През класическата епоха мечът е с желязно острие, чиято дължина не надминава един лакът (0,45 м). Заострен е от двете страни и с него се мушка и реже. Използва се и къс крив меч (ксифос).
При нападение се използва и метателна артилерия – катапулти и балисти, изстрелващи тежки стрели и камъни. Развива се и обсадна техника – многоетажни обсадни кули, тарани.